# Рівняння Ейлера
Рівняння Ейлера описує потік ідеальної рідини.
{\displaystyle {\frac {\partial \mathbf {v} }{\partial t}}+\mathbf {v} (\nabla \cdot \mathbf {v} )=-{\frac {1}{\rho }}\nabla p},
де {\displaystyle \mathbf {v} } — швидкість рідини, ρ — її густина, p — тиск.
Ідеальною рідиною називається рідина, для якої неістотні процеси теплопровідності й в'язкості.
У випадку дії масових сил, наприклад, для рідини в полі тяжіння, рівняння Ейлера записується
{\displaystyle {\frac {\partial \mathbf {v} }{\partial t}}+\mathbf {v} (\nabla \cdot \mathbf {v} )=-{\frac {1}{\rho }}\nabla p+\mathbf {g} },
де {\displaystyle \mathbf {g} } — прискорення вільного падіння.

## Інші форми запису
Після певних перетворень рівняння Ейлера можна переписати в інших формах, які можуть бути зручними для певних випадків.
Враховуючи, що рівняння Ейлера описує адіабатний рух рідини, можна записати
{\displaystyle {\frac {\partial \mathbf {v} }{\partial t}}+\mathbf {v} (\nabla \cdot \mathbf {v} )=-\nabla w},
де w — ентальпія рідини.
Ще одна форма запису виділяє в рівнянні Ейлера вихор
{\displaystyle {\frac {\partial \mathbf {v} }{\partial t}}-[\mathbf {v} \times {\text{rot}}\,\mathbf {v} ]=-\nabla \left(w+{\frac {v^{2}}{2}}\right)}.
В наступній формі запису використовується тільки вектор швидкості
{\displaystyle {\frac {\partial }{\partial t}}{\text{rot}}\,\mathbf {v} ={\text{rot}}[\mathbf {v} \times {\text{rot}}\,\mathbf {v} ]}.

## Рівняння неперервності
Для знаходження розподілу густини, швидкості та тиску в рідині (разом 5 невідомих) рівняння Ейлера слід доповнити рівнянням
для густини та рівнянням для ентропії.
Для густини — це рівняння неперервності
{\displaystyle {\frac {\partial \rho }{\partial t}}+{\text{div}}\,\rho \mathbf {v} =0.}.
Величина {\displaystyle \rho \mathbf {v} } називається потоком рідини.
Рівняння для ентропії:
{\displaystyle {\frac {\partial (\rho s)}{\partial t}}+{\text{div}}\,(\rho s\mathbf {v} )=0.}.
Із врахуванням рівняння Ейлера рівнянь кількість рівнянь (5) дорівнює кількості змінних.

## Граничні умови
Рівняння Ейлера потрібно доповнити граничними умовами на поверхнях, де рідина стикається з твердою речовиною. Оскільки рідина не може проникнути
в тверде тіло, то на поверхні нормальна складова її швидкості обов'язково повинна бути нульовою.
{\displaystyle v_{n}=\mathbf {v} \cdot \mathbf {n} =0},
де {\displaystyle \mathbf {n} } — орт нормалі до поверхні.
На границі розділу двох рідин, які не змішуються, неперервними є тиск і нормальна складова швидкості.